# Metrodor de Quios
Metrodor de Quios (grec antic: Μητρόδωρος ὁ Χίος, llatí: Metrodorus), fill de Teòcrit de Quios, va florir al segle iv aC i va ser un filòsof presocràtic grec, deixeble de Demòcrit d'Abdera o segons alguns de Nessos de Quios.
Va ser un filòsof de gran reputació i va professar la doctrina escèptica en el seu sentit més ple. A més de la filosofia coneixia a fons la medicina, i si no la va practicar, cosa que es desconeix, va escriure diversos llibres sobre la matèria. Sobre aquest tema el cita Plini el vell diverses vegades. Sembla que va instruir a Hipòcrates i a Anaxarc.

## Obres
Ciceró cita d'ell un títol, Περὶ φύσεως (Peri Physeos, sobre la naturalesa) i en va traduir un paràgraf: «No sabem res, no, ni tan sols si ho sabem o no» i va sostenir que «tot és per a cadascú només el que li sembla que és».
Ateneu de Nàucratis cita una obra de Metrodor titulada Τρωϊκά (Troiká), i uns escolis a Ateneu parlen d'un Metrodor que va escriure Περὶ ἱστορίας (Sobre les històries), però no se sap si era el mateix. En parlen també Diògenes Laerci i Suides. Fabricius l'inclou a la Bibliotheca Graeca.